# Hutton (Kumbria)
Hutton – osada i civil parish w Anglii, w Kumbrii, w dystrykcie (unitary authority) Westmorland and Furness. W 2001 civil parish liczyła 326 mieszkańców. We civil parish znajduje się 13 zabytkowych budynków.